# Daniel Gafford
Daniel Gafford (El Dorado, 1 de outubro de 1998) é um jogador norte-americano de basquete profissional que atualmente joga no Dallas Mavericks da National Basketball Association (NBA).
Ele jogou basquete universitário na Universidade do Arkansas e foi selecionado pelo Chicago Bulls como a 38ª escolha geral no draft da NBA de 2019.

## Carreira no ensino médio
Gafford era um recruta de quatro estrelas no ensino médio e recebeu ofertas de várias universidades, incluindo Kansas, Vanderbilt e Flórida. Em 1º de agosto de 2015, Gafford se comprometeu com a Universidade do Arkansas.
Gafford também jogou futebol americano como wide receiver até a nona série na El Dorado High School. Ele também estava na banda e credita isso ao desenvolvimento de seu conjunto de habilidades.

## Carreira universitária
Em seu primeiro jogo como titular em Arkansas, Gafford terminou com 8 arremessos certos em 8 tentativas, juntamente com 7 rebotes e 6 bloqueios contra Minnesota. Gafford registrou 21 pontos, 10 rebotes e sete bloqueios contra Auburn.
Depois de uma temporada de calouro em que ele teve médias de 11,8 pontos, 0.7 assistências, 6,2 rebotes e 2.2 bloqueios, Gafford anunciou que voltaria ao Arkansas para o seu segundo ano. Ele foi nomeado para a Equipe de Calouros da SEC.
Gafford melhorou suas estatísticas durante seu segundo ano tendo médias de 16,9 pontos, 0.7 assistências, 8.7 rebotes e 2.0 bloqueios. Ele foi nomeado para a Equipe Defensiva da SEC de 2019. 
Após a temporada, ele se declarou para o draft da NBA de 2019.

## Carreira profissional

### Chicago Bulls (2019–2021)
Gafford foi selecionado pelo Chicago Bulls como a 38ª escolha geral no Draft da NBA de 2019. Em 8 de julho de 2019, os Bulls anunciaram que haviam assinado um contrato de 4 anos e US$6.1 milhões com Gafford.
Em 26 de outubro de 2019, Gafford fez sua estreia na NBA em uma derrota por 84–108 para o Toronto Raptors. Ele foi designado para o Windy City Bulls para a noite de abertura da temporada da G-League. Gafford começou a ter mais tempo de jogo nos Bulls em janeiro de 2020. Em 16 de janeiro de 2020, foi anunciado que Gafford perderia de duas a quatro semanas com o polegar deslocado.

### Washington Wizards (2021–Presente)
Em 25 de março de 2021, Gafford foi negociado com o Washington Wizards em uma troca de três equipes que também envolveu o Boston Celtics.
A intensidade defensiva de Gafford e sua saída do banco ajudaram os Wizards em sua investida nos playoffs do final da temporada, tornando o jovem grandalhão um favorito dos fãs nas redes sociais. Do dia de sua aquisição até o final da temporada, os Wizards tiveram um recorde de 17-6 com Daniel Gafford na quadra. No Play-In contra o Indiana Pacers em 30 de maio, Gafford registrou 15 pontos, 13 rebotes e cinco bloqueios em apenas 22 minutos.
Em 18 de outubro de 2021, Gafford assinou uma extensão de contrato de três anos e US$ 40,2 milhões com os Wizards.

## Estatísticas da carreira

### NBA

#### Temporada regular
| Ano      | Equipe     | PJ  | PT | MPJ  | AP   | 3P   | LL   | RT  | AS | BR | TO  | PPJ  |
| -------- | ---------- | --- | -- | ---- | ---- | ---- | ---- | --- | -- | -- | --- | ---- |
| 2019–20  | Chicago    | 43  | 7  | 14.2 | .701 | –    | .533 | 2.5 | .5 | .3 | 1.3 | 5.1  |
| 2020–21  | Chicago    | 31  | 11 | 12.4 | .690 | –    | .659 | 3.3 | .5 | .4 | 1.1 | 4.7  |
| 2020–21  | Washington | 23  | 0  | 17.7 | .681 | –    | .672 | 5.6 | .5 | .7 | 1.8 | 10.1 |
| 2021–22  | Washington | 72  | 53 | 20.1 | .693 | .000 | .699 | 5.7 | .9 | .4 | 1.4 | 9.4  |
| Carreira | Carreira   | 169 | 71 | 16.1 | .691 | .000 | .640 | 4.2 | .6 | .4 | 1.4 | 7.3  |

#### Playoffs
| Year | Team       | GP | GS | MPG  | FG%  | 3P% | FT%  | RPG | APG | SPG | BPG | PPG  |
| ---- | ---------- | -- | -- | ---- | ---- | --- | ---- | --- | --- | --- | --- | ---- |
| 2021 | Washington | 5  | 2  | 23.4 | .846 | —   | .625 | 5.8 | .6  | 1.0 | 2.0 | 11.8 |

### Universidade
| Ano      | Equipe   | PJ | PT | MPJ  | AP   | 3P | LL   | RT  | AS | BR | TO  | PPJ  |
| -------- | -------- | -- | -- | ---- | ---- | -- | ---- | --- | -- | -- | --- | ---- |
| 2017–18  | Arkansas | 35 | 26 | 22.6 | .605 | –  | .528 | 6.2 | .7 | .5 | 2.2 | 11.8 |
| 2018–19  | Arkansas | 32 | 32 | 28.7 | .660 | –  | .591 | 8.6 | .7 | .9 | 1.9 | 16.9 |
| Carreira | Carreira | 67 | 58 | 25.6 | .623 | –  | .559 | 7.4 | .7 | .7 | 2.0 | 14.3 |

Fonte: